# Kevin Punter
Kevin Xavier Punter (* 25. Juni 1993 in New York) ist ein US-amerikanisch-serbischer Basketballspieler.

## Werdegang
Als Schüler spielte Punter für die Schulmannschaft der Salesian High School in New Rochelle (US-Bundesstaat New York) sowie 2011/12 für die in Raleigh (US-Bundesstaat North Carolina) gelegene Body of Christ Christian Academy. Er schrieb sich an der State Fair Community College (US-Bundesstaat Missouri) ein, für dessen Basketballmannschaft Punter von 2012 bis 2014 antrat. Anschließend wechselte er an die University of Tennessee, studierte und spielte dort bis 2016.
Er begann seine Laufbahn als Berufsbasketballspieler bei GS Lavrio in Griechenland. Ende März 2017 wechselte er zu den Antwerp Giants und spielte bis zum Ende der Saison 2016/17 in Belgien. Für den polnischen Verein Rosa Radom erzielte Punter während der Saison 2017/18 im Durchschnitt 19,3 Punkte je Begegnung und beendete hernach die Spielzeit bei AEK Athen. Mit AEK gewann Punter die Champions League.
Mit Virtus Bologna wiederholte er 2019 den Erfolg in dem europäischen Wettbewerb. Punter wurde als bester Spieler des Finalturniers der Champions League ausgezeichnet. In der Saison 2019/20 sammelte er bei Olympiakos Piräus erste Spielerfahrung in der Euroleague. Allerdings verließ er Piräus bereits Ende Dezember 2019 und wechselte zu KK Roter Stern Belgrad.
2020 nahm er die serbische Staatsbürgerschaft an. Nach einer Saison bei Olimpia Mailand mit dem Gewinn des italienischen Pokalwettbewerbs sowie des Supercups kehrte er nach Belgrad zurück, diesmal allerdings zum KK Partizan. 2023 gewann er mit Partizan den Meistertitel der Adriatischen Basketballliga und wurde als bester Spieler der Meisterrunde ausgezeichnet.
Im Juni 2024 wurde Punter vom FC Barcelona verpflichtet.

### Erfolge
- Sieger der Adriatischen Basketballliga 2023 (mit Partizan Belgrad)
- Italienischer Pokalsieger 2021 (mit Olimpia Mailand)
- Italienischer Supercup-Sieger 2020 (mit Olimpia Mailand)
- Champions-League-Sieger 2018 (mit AEK Athen), 2019 (mit Virtus Bologna)
- Griechischer Pokalsieger 2018 (mit AEK Athen)